# Егиндъколски район
Егиндъколски район (на казахски: Егіндікөл ауданы) е съставна част на Акмолинска област, Казахстан, с обща площ 5387 км2 и население 6008 души. Мнозинството от населението са казахи (45,9 %), следвани от руснаците (24,7 %) и украинците (12,5 %), германците (2,9 %) и други националности (14 %).
Административен център е село Егиндъкол.